# Kalpana Chawla

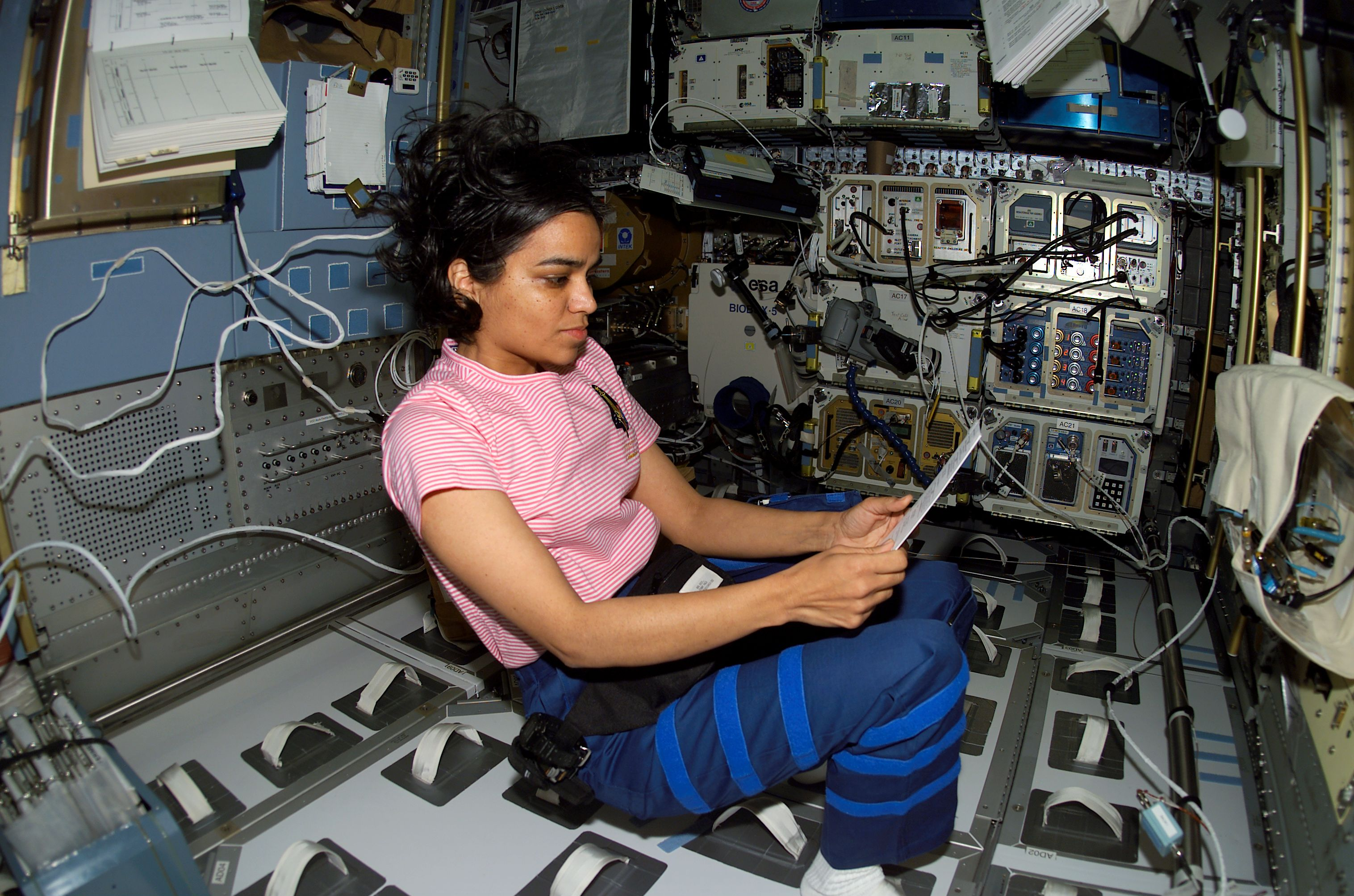
Kalpana Chawla arbetar på STS-107

Kalpana Chawla (Hindi: कल्‍पना चावला), född 1 juli 1961 i Karnal i Indien, död 1 februari 2003 ovanför Texas, var en amerikansk astronaut uttagen i astronautgrupp 15 den 9 december 1994. Hon deltog med STS-107 16 januari–1 februari 2003, när alla sju astronauterna ombord förolyckades under återinträdet i jordens atmosfär.
Kalpana Chawlas intresse för att flyga var inspirerat av Jehangir Ratanji Dadabhoy Tata, en indisk flygpionjär.

## Eftermäle
2004 tilldelades hon Congressional Space Medal of Honor.
2006 namngavs månkratern Chawla efter henne, kratern är belägen i Apollokratern på månens baksida.
Även asteroiden 51826 Kalpanachawla och Northrop Grumman:s rymdfarkost Cygnus NG-14 är uppkallade efter henne.

## Utbildning och tidig yrkeserfarenhet
År 1976 utexaminerades hon från Tagoreskolan i Karnal. 1982 avlade hon Bachelor of Science-examen i flygteknik vid Punjab Engineering College. 1982 flyttade hon till USA där hon avlade Master of Science-examen i flygteknik från University of Texas i Arlington år 1984. Därefter flyttade hon till Boulder och avlade 1988 en doktorsexamen i flygteknik vid University of Colorado Boulder. 1988 började Chawla arbeta på NASA Ames Research Center inom området Computational fluid dynamics.

## Familjeliv
Kalpana Chawla gifte sig med den franske frilansflyginstruktören Jean-Pierre Harrison 1983 och blev amerikansk medborgare 1990.

## Rymdfärder
- STS-87
- STS-107

## Rymdfärdsstatistik
| Färd    | Datum                         | Tid       | EVA     |
| ------- | ----------------------------- | --------- | ------- |
| STS-87  | 19 november - 5 december 1997 | 376:34:00 | 0:00:00 |
| STS-107 | 16 januari - 1 februari 2003  | 382:20:00 | 0:00:00 |
| Totalt  | Totalt                        | 758:54:00 | 0:00:00 |